# Halticopteroides
Halticopteroides är ett släkte av steklar. Halticopteroides ingår i familjen puppglanssteklar.
Kladogram enligt Catalogue of Life:
| Halticopteroides | \| \| Halticopteroides exemae \| \| \| \| \| \| Halticopteroides pax \| \| \| \| |
|                  | \| \| Halticopteroides exemae \| \| \| \| \| \| Halticopteroides pax \| \| \| \| |
|                  | Halticopteroides exemae                                                          |
|                  |                                                                                  |
|                  | Halticopteroides pax                                                             |
|                  |                                                                                  |